# Josiah McCracken

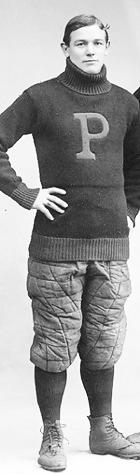
Josiah McCracken

Josíah Calvin McCracken (30 de marzo de 1874 - 15 de febrero de 1962) fue un atleta estadounidense. En los Juegos Olímpicos de París 1900, participó en tres eventos de lanzamientos, ganando dos medallas; la medalla de plata en lanzamiento de peso y medalla de bronce en lanzamiento de martillo, en cambio, obtuvo el décimo lugar en lanzamiento de disco.